# Dorjsembeegiin Erdenchimeg
Dorjsembeegiin Erdenchimeg, född 14 januari 1959, är en mongolisk bågskytt. Hon deltog vid olympiska sommarspelen 1988.